# ミヤシタガク
ミヤシタ ガク（1978年11月12日 - ）は、フリーのピン芸人。身長167 cm。血液型はB型。本名、宮下 覚（読み同じ）。岩手県盛岡市出身。

## 略歴
- 2002年4月、NSCに入学。コンビを組んでいたが解散。
- 2006年6月、山中伊知郎の主催する浅井企画お笑いタレントセミナー出身でお互いピンで活動していた中村と「デニッシュ」を結成。
- 2006年11月、『エンタの神様』に「わびのサトシ」というキャラで初登場[1]。
- M-1グランプリ2006では、東京の事務所に所属しながら大阪大会に挑戦。吉本興業所属のコンビがひしめき合う完全アウェーの中、準決勝まで進出。
- 2007年8月、山中企画より独立、さらなる飛躍のためフリーに。
- 2008年10月、ワタナベコメディスクール「お笑いタレントコース」へ入学。
- 2009年9月、同スクール卒業（卒業ライブにて観客投票1位）。
- 2009年10月、ワタナベエンターテインメント所属となる。
- 2010年5月、デニッシュを解散。フリーとなる。
- 2014年、R-1ぐらんぷりで決勝進出。
- 2015年6月12日、タイタンライブに初出演[2]。
- 2015年7月、タイタン所属となる[3]。
- 2017年5月、元「チョコレート球団」のリーダー吉野（結成後の新芸名：よしのたいよう）[4]と新コンビ「鬼瓦麗子」を結成、ピンと並行して活動。吉野が漫才協会会員であったことから協会員となった。同年10月解散[5]。解散に伴い漫才協会も退会した。
- 2018年12月、元「野球家族」のエンジンコータローとコンビ「ミヤシタガクとエンジンコータロー」を結成、ピンと並行して活動。2019年8月解散。
- 2020年6月1日、自身のTwitterにてタイタンを先月末で円満退所したことを報告。今後はフリーで活動。

## エピソード
- 2014年7月、タイタン預かりの状態で他の預かりの芸人と共に日本エレキテル連合の単独公演「エレキテルプラネット」の撤収作業を手伝っており、その中で一番真面目に作業していたが一旦道路に荷物を置いたところ、当時の田中裕二（爆笑問題）のマネージャーから「ちょっと、そこ置かないで!」と怒鳴られた[6]。
- 浅草リトルシアターという若手芸人が出る為の小さな劇場にレギュラー出演していた時期がある。タイタン所属のグリーンマンションとは当時からの付き合い。
- メカイノウエ、お侍ちゃん、頼知輝、テラシマニアック、浜辺のウルフと共に毎月「ポップスリー」という新ネタを複数本披露するライブを開催している。
- 2019年6月28〜29日、地元岩手で「岩手若手お笑いライブ」を敢行。クラウドファンディングで集めた資金で開催に漕ぎつけた、岩手出身芸人によるライブである。あはは、アンダーエイジ、大村小町、お侍ちゃん、キュンキュンパフェ、新鮮なたまご、スーパーニュウニュウ、村民代表南川、べっこちゃん、ミヤシタガク、リンガフランカが参加。
- 2020年5月17日に開催予定であった「第2回岩手若手お笑いライブ」は、新型コロナの影響により中止となった。

## 出演

### テレビ
- エンタの神様（日本テレビ、2006年11月25日）「わびのサトシ」として初出演。キャッチフレーズは「笑いの業務連絡」
- R-1ぐらんぷり 2014 決勝戦（関西テレビ・フジテレビ系、2014年3月4日）
- あらびき団 オールナイト祭（TBS、2016年12月28日）
- 目指せ!! アウトレット芸人4（千葉テレビ、2017年5月10日）
- 朝まであらびき団スペシャル あら-1グランプリ2017（TBS、2017年12月29日）
- 朝まであらびき団SP あら1グランプリ2018（TBS、2018年12月29日）

### インターネット
- R藤本のユーモアチャンネル（ニコニコ生放送）
- AbemaTV お願い！ランキング（AbemaTV、2016年9月6日・11月29日・12月20日、2017年3月14日・3月21日）「お願い！マンピンコン」
- 新道竜巳のごみラジオ（YouTube）
- 宅飲みGP（YouTube）
- 大喜利配信　三ZOOM亭遠隔（YouTube）
- トーク配信版　ポップスリー（YouTube）
- ミヤシタガクのチャンネル（YouTube）

### ラジオ
- マイナビ Laughter Night（TBSラジオ、2015年10月24日[7]、2016年1月16日[8]・2月27日[9]・4月9日[10]、2018年2月23日[11]・4月27日[12]・11月2日[13]、2019年1月4日[14]・12月13日[15]、2020年2月28日[16]）
- 爆笑問題のUSEN-MAN（SMART USEN、不定期出演）
- 火曜JUNK爆笑問題カーボーイ（TBSラジオ、2018年7月3日）
- monaka（NACK5、2018年7月9日）
- God Bless Saturday（FMヨコハマ、2019年01月26日）

### ライブ
- ポップスリー
- タイタンライブU40（不定期開催）
- タイタンライブ・レア（不定期開催）
- タイタンシネマライブ[リンク切れ]（偶数月開催）
- ロボと西とメンヘラ[17]（2015年12月30日、阿佐ヶ谷アートスペースプロット）ネコニスズとの合同コントライブ
- ロボと西とメンヘラの2回目（2016年6月23日、阿佐ヶ谷アートスペースプロット）ネコニスズとの合同コントライブ
- ミヤシタ鈴（2018年9月26日〜2019年7月5日、新宿Fu+803、高円寺パンディット）ネコニスズとのトークライブ
- 過去の男（2018年7月18日、新宿シアターサンモール）
- ミヤシタガクと、（2019年1月25日、新宿バティオス）ゲストにコラアゲンはいごうまんを迎えたツーマンライブ
- 渋喜利（よしもと∞ドームで不定期開催される大喜利ライブ）
- ユニバースライブ（偶数月開催、株式会社UNIVERSE主催）
- 雑音フェティッシュ（げんしじん事務所主催）
- 新薬芸品バイパス（げんしじん事務所主催）
- フィボナッチ芸列（げんしじん事務所主催）
- あまにゃま寄席（げんしじん事務所主催）
- P級サマンサ（げんしじん事務所主催）
- げんしじん社長トークライブ（げんしじん事務所主催）
- トークライブ　BOYS DON'T CRY（新宿Fu+803）
- なかのピンネタラッシュ
- ギガストリーマー
- CandyBell
- 岩手若手お笑いライブ（2019年6月28日、29日。クラウドファンディングで集めた資金で開催した岩手出身芸人によるライブ）